# 宮崎県総合運動公園サッカー場
宮崎県総合運動公園サッカー場（みやざきけんそうごううんどうこうえんサッカーじょう）は、宮崎県宮崎市大字熊野に所在するサッカー場。宮崎県総合運動公園内に位置する。開場は1972年（昭和47年）8月で、施設は宮崎県が所有し、宮崎県スポーツ施設協会が指定管理者として運営管理を行っている。
ピッチは横105m×縦68m、芝生は表層芝（ティフトン芝）、収容人数は3600人で、うち屋根付きスタンドは1500人となっている。照明設備はない。また、手動式の得点表示板が設置されている。
同サッカー場には陸上競技用として、400m×8レーンの全天候型舗装トラックと、跳躍用の全天候型舗装トラックが設置され、名称も「宮崎県総合運動公園 第3競技場（サッカー場）」となっている。